# 현대카드 슈퍼콘서트
현대카드 슈퍼콘서트는 현대카드에서 기획하는 콘서트 행사이다. 슈퍼콘서트는 2007년부터 시작된 현대카드의 초대형 공연 프로젝트다.

## 역대 콘서트 목록
| 회 | 공연일                            | 아티스트 및 공연명                            | 장소                                   | 관련문서                        | 비고                                                                                           |
| -- | --------------------------------- | --------------------------------------------- | -------------------------------------- | ------------------------------- | ---------------------------------------------------------------------------------------------- |
| 1  | 2007년 1월 26일~27일              | 일디보                                        | 서울 올림픽공원 올림픽홀               |                                 |                                                                                                |
| 2  | 2007년 11월 9일~10일              | 비욘세                                        | 서울 올림픽공원 체조경기장             |                                 |                                                                                                |
| 3  | 2008년 11월 15일                  | 빌리 조엘                                     | 서울 올림픽공원 체조경기장             |                                 |                                                                                                |
| 4  | 2009년 1월 13일                   | 플라시도 도밍고                               | 서울 올림픽공원 체조경기장             |                                 |                                                                                                |
| 5  | 2009년 8월 19일                   | 크레이그 데이비드                             | 서울 올림픽공원 올림픽홀               |                                 |                                                                                                |
| 6  | 2009년 9월 29일                   | 빈 필하모닉 & 조수미                          | 서울 예술의 전당 콘서트홀              |                                 |                                                                                                |
| 7  | 2010년 1월 18일                   | 그린데이                                      | 서울 올림픽공원 체조경기장             |                                 |                                                                                                |
| 8  | 2010년 2월 6일~7일                | 휘트니 휴스턴                                 | 서울 올림픽공원 체조경기장             |                                 |                                                                                                |
| 9  | 2010년 5월 2일                    | 안드레아 보첼리                               | 서울 잠실 실내체육관                   |                                 |                                                                                                |
| 10 | 2010년 7월 3일                    | 어셔                                          | 서울 올림픽공원 체조경기장             |                                 |                                                                                                |
| 11 | 2010년 8월 10일                   | 스티비 원더                                   | 서울 올림픽공원 체조경기장             |                                 |                                                                                                |
| 12 | 2010년 10월 26일                  | 이차크 펄만                                   | 서울 예술의 전당 콘서트홀              |                                 |                                                                                                |
| 13 | 2011년 1월 11일                   | 스팅                                          | 서울 올림픽공원 체조경기장             |                                 |                                                                                                |
| 14 | 2011년 5월 25일(서울), 26일(부산) | 마룬파이브                                    | 서울 올림픽공원 체조경기장, 부산 KBS홀 | Hands All Over Tour             |                                                                                                |
| 15 | 2012년 2월 21일~22일              | 로열 콘세르트허바우 & 정명훈                  | 서울 예술의 전당 콘서트홀              |                                 |                                                                                                |
| 16 | 2012년 4월 27일                   | 레이디 가가                                   | 서울 잠실 올림픽 주경기장              | The Born This Way Ball Tour     |                                                                                                |
| 17 | 2012년 8월 19일                   | 에미넴                                        | 서울 잠실 올림픽 보조경기장            |                                 |                                                                                                |
| 18 | 2013년 2월 6일~7일                | 시카고 심포니 오케스트라 & 로린 마젤          | 서울 예술의 전당 콘서트홀              |                                 |                                                                                                |
| 19 | 2013년 8월 17일~18일              | 시티브레이크 2013(메탈리카, 뮤즈 등)          | 서울 잠실 올림픽 경기장 일대           |                                 |                                                                                                |
| 20 | 2015년 5월 2일                    | 폴 매카트니                                   | 서울 잠실 올림픽 주경기장              | Out There Tour                  | 아티스트 건강 상의 문제로 2014년 5월 28일 공연 취소후 1년여 만에 재공연, 폴 매카트니 최초 내한 |
| 21 | 2014년 8월 9일~10일               | 시티브레이크 2014(마룬파이브, 오지 오스본 등) | 서울 월드컵 경기장 일대                |                                 |                                                                                                |
| 22 | 2017년 4월 15일~16일              | 콜드플레이                                    | 서울 잠실 올림픽 주경기장              | A Head Full of Dreams Tour      | 콜드플레이 최초 내한, 잠실 올림픽 주경기장최초 이틀 단독 공연                                  |
| 23 | 2018년 10월 9일                   | 샘 스미스                                     | 서울 고척 스카이돔                     | The Thrill Of It All World Tour | 샘 스미스 최초 내한                                                                            |
| 24 | 2018년 7월 30일                   | 켄드릭 라마                                   | 서울 잠실 올림픽 보조 경기장           |                                 | [ 2 ]                                                                                          |